# Strongylophthalmyia freyi
Strongylophthalmyia freyi är en tvåvingeart som beskrevs av Shatalkin 1996. Strongylophthalmyia freyi ingår i släktet Strongylophthalmyia och familjen långbensflugor.
Artens utbredningsområde är Myanmar. Inga underarter finns listade i Catalogue of Life.